# Makan Traoré (boxe anglaise)
Pour les articles homonymes, voir Makan Traoré et Traoré.
Makan Traoré est un boxeur français né le 8 octobre 2000 à Royan.

## Biographie
Makan Traoré est médaillé de bronze dans la catégorie des poids welters aux Jeux européens de 2023 à Nowy Targ, ce qui le qualifie pour les Jeux olympiques de Paris en 2024.
Makan Traoré se fait éliminer en huitièmes de finale des jeux olympiques de paris le 31 juillet.